# Aïn El Bia
Aïn El Bia ou Aïn Biya (arabe :  عين البية ), anciennement Damesme à l'époque de la colonisation française, est une commune algérienne de la wilaya d'Oran.

## Géographie

### Situation
| Arzew          | Arzew                      | Mer Méditerranée |
| Hassi Mefsoukh | Aïn El Bia                 | Bethioua         |
| Ben Freha      | Bethioua (Salines d'Arzew) | Bethioua         |

### Routes
La commune de Aïn El Bia est desservie par plusieurs routes nationales:
- Route nationale 11: RN11 (Route d'Oran).

## Toponymie
Aïn el Bia (arabe :  عين البية ) signifie en arabe algérien « la source de la lionne », en référence à une lionne qui vivait avec ses petits à côté de la source, au XIXe siècle[réf. nécessaire].

## Histoire
Le village a commencé à être formé à partir de 1848. Il était occupé par les moniteurs-laboureurs militaires qui formaient la garnison de Damesme et de Saint-Leu (actuelle Bethioua)[réf. nécessaire].

## Population
La commune d'AÏn el Bia est très cosmopolite. La construction et l’exploitation des complexes pétrochimiques, a mobilisé des travailleurs venus de toutes les régions d’Algérie, principalement des cadres et techniciens qualifiés.
| 1977  | 1987   | 2010   |
| ----- | ------ | ------ |
| 2 771 | 12 693 | 32 611 |

## Économie
Essentiellement agricole et balnéaire, la commune d'Aïn El Bia s’est industrialisée après l’indépendance de l'Algérie. L’industrie pétrolière et parapétrolière s’y sont installées et des complexes pétrochimiques ont été construits.
Aïn el Bia, avec les communes d’Arzew, Bethioua et Marsat El Hadjadj constituent le plus grand port d’Algérie, port qui est dédié principalement aux hydrocarbures.